# Bahnhof Hokkaidō-Iryōdaigaku
Der Bahnhof Hokkaidō-Iryōdaigaku (jap. 北海道医療大学駅, Hokkaidō-Iryōdaigaku-eki) ist ein Bahnhof auf der japanischen Insel Hokkaidō. Er wird von der Bahngesellschaft JR Hokkaido betrieben und befindet sich in der Unterpräfektur Ishikari auf dem Gebiet der Stadt Tōbetsu.

## Verbindungen
Hokkaidō-Iryōdaigaku ist ein Endbahnhof und früherer Durchgangsbahnhof an der von Sapporo über Sōen bis hierhin führenden Sasshō-Linie, die von der Bahngesellschaft JR Hokkaido betrieben wird. Nahverkehrszüge von und nach Sapporo fahren während der Hauptverkehrszeit ungefähr im 15-Minuten-Takt, sonst ca. alle 30 bis 60 Minuten. Bis 2020 führte die Strecke weiter nach Shin-Totsukawa und dieser Bahnhof am äußersten Rand der Agglomeration war der Endpunkt des elektrifizierten Abschnitts, während nordöstlich davon ausschließlich Dieseltriebwagen durch eine dünn besiedelte ländliche Region verkehrten. Der Systemwechselbahnhof war der benachbarte Bahnhof Ishikari-Tōbetsu, weshalb beide Traktionsarten auf einer Länge von drei Kilometern parallel geführt wurden.

## Anlage
Der Bahnhof steht außerhalb der Stadt Tōbetsu und erschließt den Campus der Medizinischen Universität Hokkaidō (Hokkaidō Iryō Daigaku), nach dem er benannt ist. Die Anlage ist von Südwesten nach Nordosten ausgerichtet und besitzt zwei Gleise an zwei Seitenbahnsteigen. Beide sind miteinander verbunden, wodurch der westliche eigentlich ein Kopfbahnsteig ist. Das Empfangsgebäude an der Nordseite ist nicht mit Personal besetzt. Von dort aus führt eine gedeckte Fußgängerbrücke zu einem Convenience Shop der Kette Seicomart und zum Hauptgebäude der Universität.

## Bilder

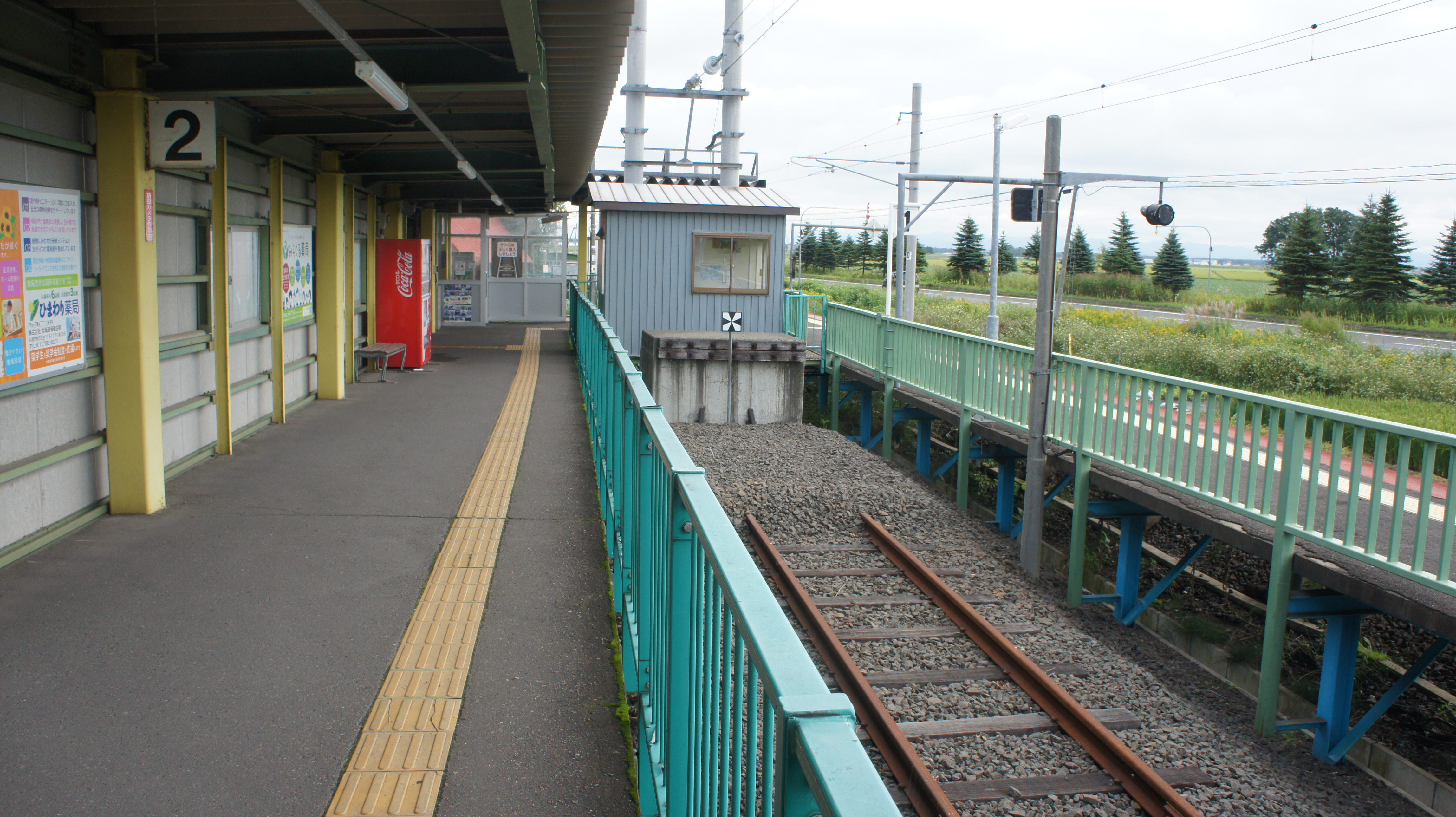
Bahnsteige in Blickrichtung Nordosten
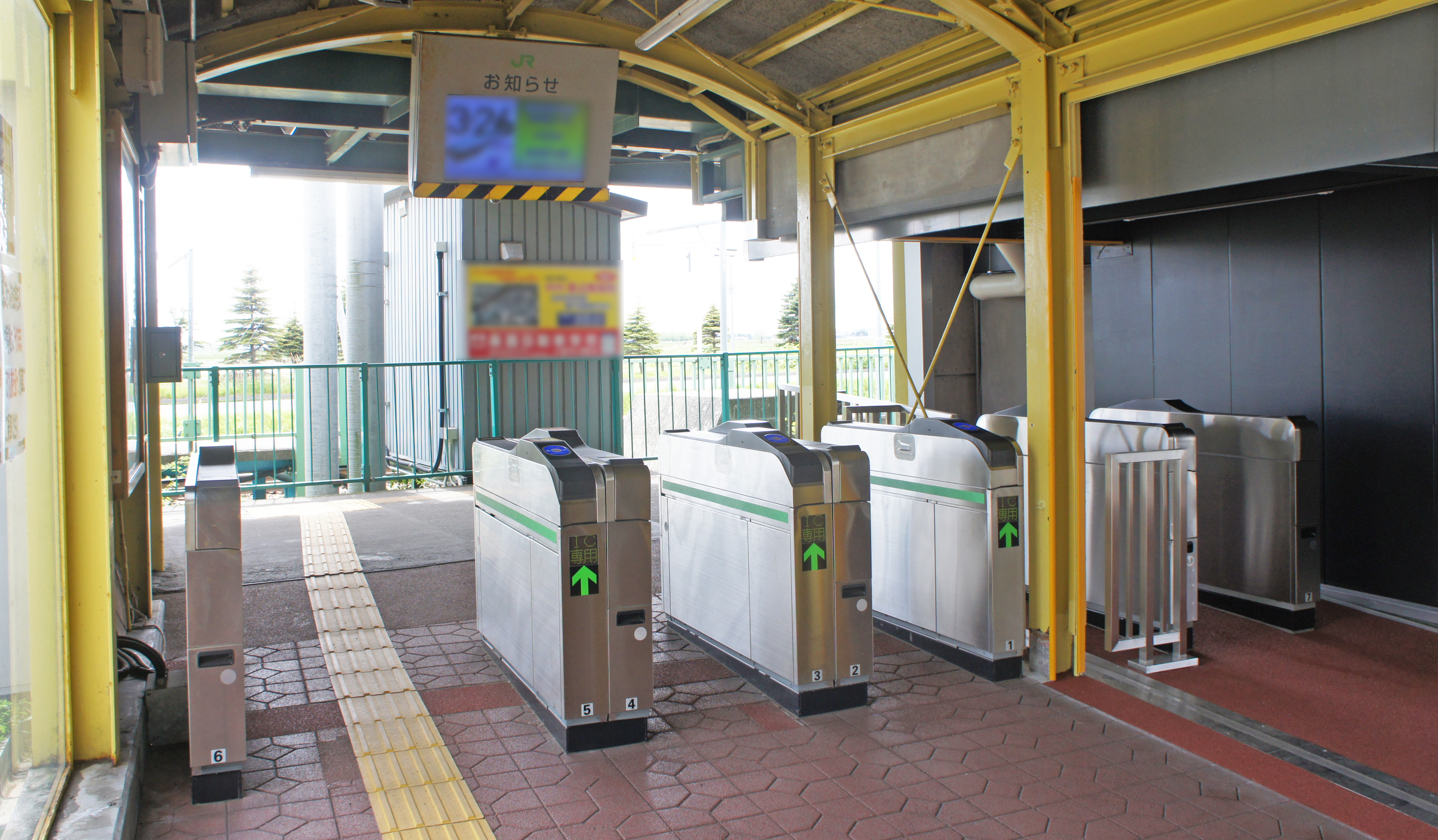
Bahnsteigsperren
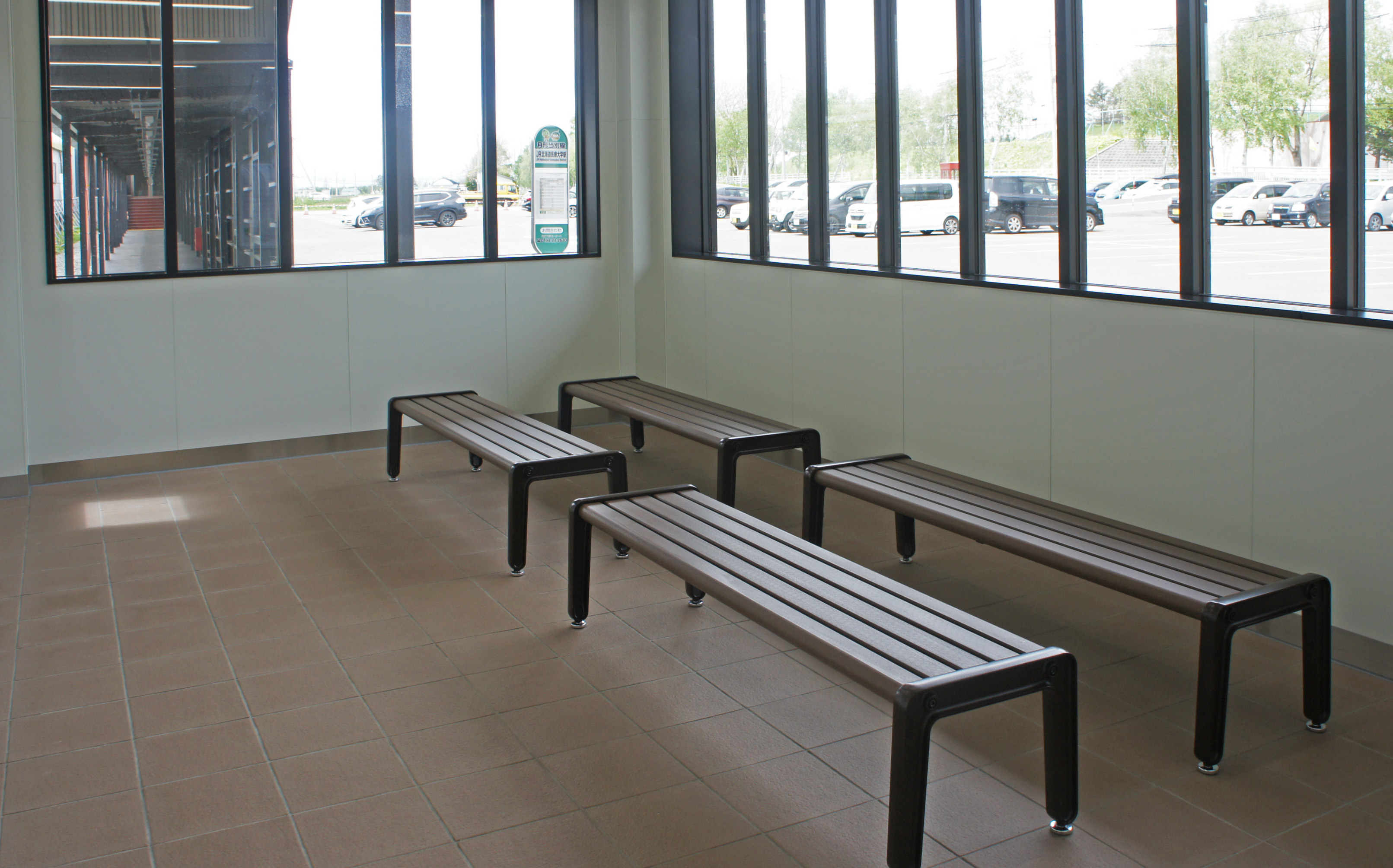
Warteraum
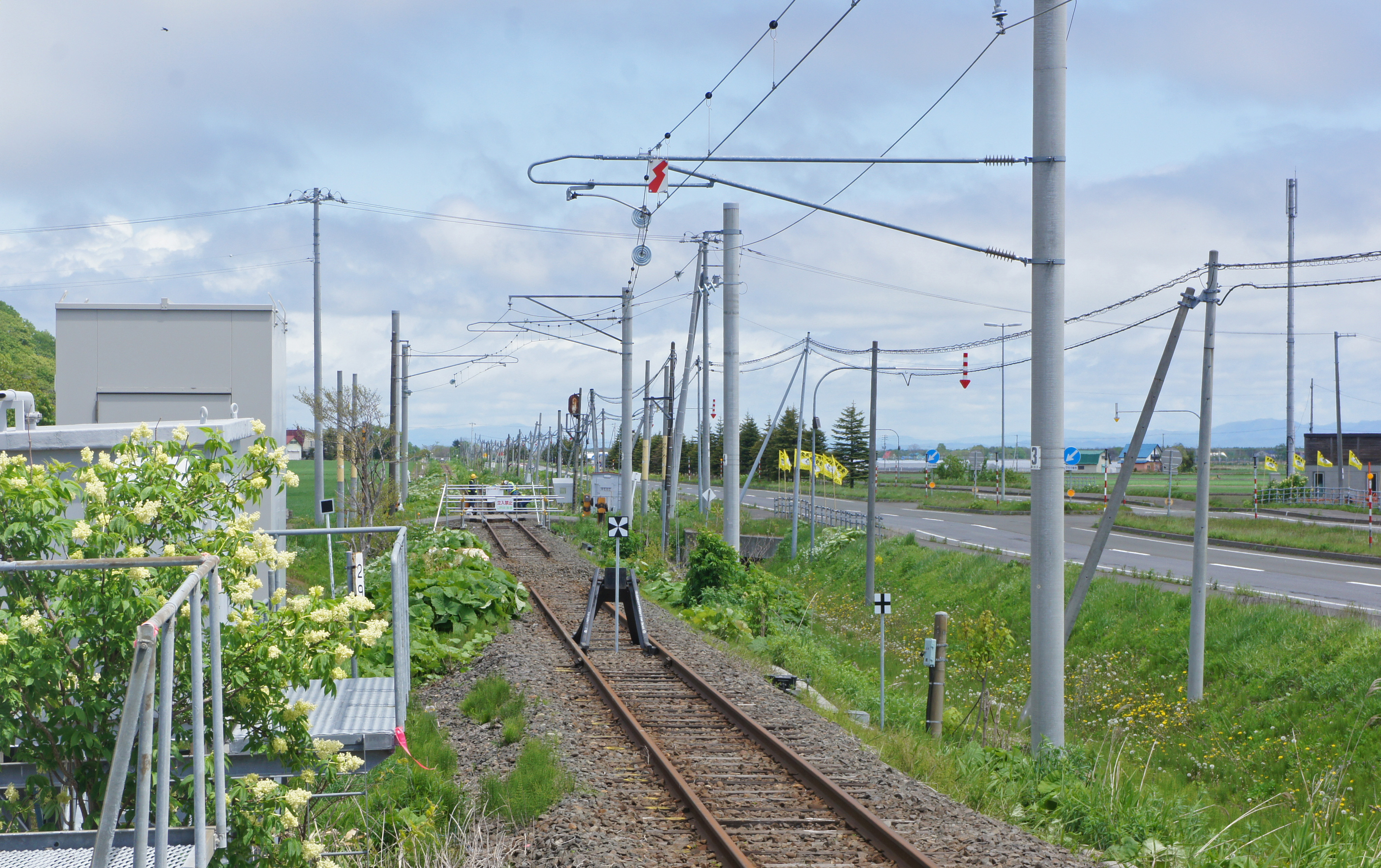
Streckenende
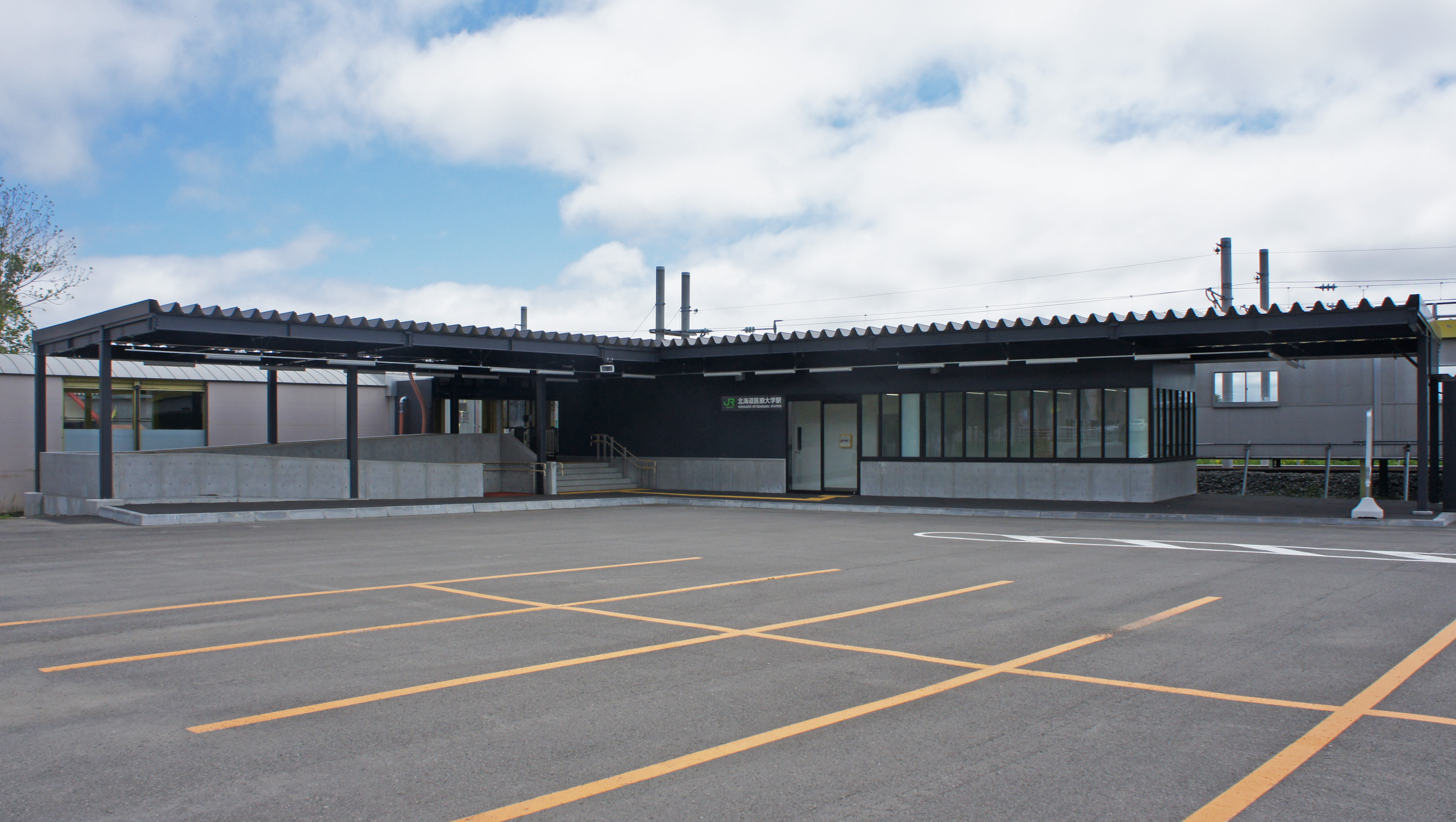
Ostausgang (Mai 2020)

## Linien
| Verlauf der Sasshō-Linie |
| --- |
| Sapporo • Sōen • Hachiken • Shinkawa • Shin-Kotoni • Taihei • Yurigahara • Shinoro • Takuhoku • Ainosato-Kyōikudai • Ainosato-Kōen • Ishikari-Futomi • Ishikari-Tōbetsu • Hokkaidō-Iryōdaigaku |

## Geschichte
Zwar bestand der nördlich von Ishikari-Tōbetsu gelegene Teil der Sasshō-Linie bereits seit 1935, doch fuhren die Züge hier über vier Jahrzehnte lang ohne Halt durch. Außer vereinzelten landwirtschaftlichen Betrieben gab es in der Gegend keine Besiedlung. 1974 eröffnete die auf Medizin spezialisierte Privatuniversität Higashi-Nihon Gakuen Daigaku neben der Bahnlinie ihre erste Fakultät „auf der grünen Wiese“, der bald weitere folgten. Um den Studenten die Anreise zu erleichtern, ersuchte die Universität bei der Japanischen Staatsbahn mit einer Petition um den Bau eines Bahnhofs auf eigene Kosten. Daraufhin richtete die Staatsbahn am 1. Dezember 1981 einen Bedarfshalt namens Daigaku-mae (大学前, dt. „vor der Universität“) ein, den sie am 1. April 1982 zu einem regulären Bahnhof aufwertete.
Im Rahmen der Staatsbahnprivatisierung ging der Bahnhof am 1. April 1987 in den Besitz der neuen Gesellschaft JR Hokkaido über. Da sich die Universität im Jahr 1994 umbenannte, erhielt er beim Fahrplanwechsel vom 16. März 1995 seine heutige Bezeichnung. Im Dezember 2009 begann JR Hokkaido mit Arbeiten für die Elektrifizierung des suburbanen Teils der Sasshō-Linie. Sie waren im März 2012 abgeschlossen und der erste Elektrotriebzug verkehrte am 1. Juni 2012. Dabei bildete Hokkaidō-Iryōdaigaku das nördliche Ende des elektrifizierten Abschnitts. Die Rolle des Systemwechselbahnhofs übernahm jedoch der benachbarte Bahnhof Ishikari-Tōbetsu, von wo aus Dieseltriebzüge nach Shin-Totsukawa verkehrten.
Im November 2016 gab JR Hokkaido bekannt, den kaum genutzten und hoch defizitären Abschnitt nördlich von Hokkaidō-Iryōdaigaku stilllegen zu wollen. Als Stilllegungstermin wurde der 7. Mai 2020 vereinbart. Der von der Regierung angesichts der COVID-19-Pandemie ausgerufene Notstand hatte zur Folge, dass der letzte Zug nach Shin-Totsukawa bereits am 17. April verkehrte. Seither ist Hokkaidō-Iryōdaigaku die Endstation.